# Dimocarpus leichhardtii
Dimocarpus leichhardtii là một loài thực vật có hoa trong họ Bồ hòn. Loài này được (Benth.) S.T.Reynolds mô tả khoa học đầu tiên năm 1982 publ. 1983.